# 田中謙次
田中 謙次（たなか けんじ、1976年8月2日 - ）は、日本の俳優。神奈川県出身。神奈川県立神奈川工業高等学校卒業。萩本企画所属。血液型B型。

## 人物
- 欽ちゃん劇団の劇団員である。
- バラエティ番組『ぷっ』すまのコーナー内でビビリ劇団の座員を務めている。
- ライブ「滝川健と仲間たち」（2006年）では「『ぷっ』すまに次回も呼ばれるかどうかいつも不安だ」と、心中を吐露した。
- ビビリ劇団での通称は「熱血」。ビビリ王決定戦で田中が演じた熱血刑事にちなんだもの。草彅剛からは、毎回のようにアドリブで「山ちゃん」と呼ばれている。

## 出演

### テレビ
- 『ぷっ』すま（テレビ朝日）
- 内村プロデュース（テレビ朝日）
- めちゃ2イケてるッ!（フジテレビ）
- 心はロンリー気持ちは「…」XI（2003年8月29日、フジテレビ）
- 土曜ワイド劇場 鉄道捜査官6（2005年10月1日、テレビ朝日）
- 乃木坂って、どこ?（2013年6月9日、テレビ東京）乃木坂46花嫁検定、新郎の父親役
- 日向坂で会いましょう（2020年11月22日、テレビ東京）ピンクベスト殺人事件、田中警部役
- そこ曲がったら、櫻坂?（2023年06月18日、テレビ東京）櫻坂46演技力チェック、先輩刑事役

### 映画
- 催眠（1999年）
- 透光の樹（2004年）
- MAKOTO（2005年）
- 放郷物語 THROWS OUT MY HOMETOWN（2006年）
- LOOP_0152（2009年）

● 野球部に花束を(映画)(2022年)

### 舞台・ライブ
- 日光江戸村 大笑劇場（1995年〜2000年）
- 長山洋子七夕公演〜深川恋キツネ〜（2000年7月、新宿コマ劇場）
- コロッケ新春特別公演〜雪之丞七変化〜（2001年1月、中日劇場）
- 明治座再開場十周年 江戸の花嫁（2003年2月、明治座）
- 滝川健と仲間たち（2006年）
- 漆黒の系譜（2006年）

### web番組
- エガちゃんねる（YouTube 2023年2月20日配信「【ドッキリ】映画を観に行ったら、内容が全て江頭のプライベートの暴露だったら・・・」内のフェイク映画、警視庁刑事部捜査一課、田中役）

### CM
- マルエス「おつまみ屋さん」
- TOYOTA G's Baseball Party
- NTTドコモ「スマホ教室 草野球篇」

### DVD
- 就活女優（2006年） - 撮影は2004年

## 『ぷっ』すまの中で演じた役柄
- カジノのスタッフ（ボンヤスキーこと凡矢好太郎）
- カジノの客
- 警察官
- 刑事
- 結婚式場のスタッフ
- 海の家の店員（山ちゃん）
- テキ屋
- テレビ局スタッフ
- レストランのウェイター